# 美国东西方中心
美國东西方中心（英語：East–West Center，縮寫：EWC）又稱东西方中心、東西中心，是美国国会于1960年成立的一个教育和研究组织，旨在加强亚洲、太平洋和美国之间的关系和理解。該組織的总部位於美國夏威夷州檀香山。